# Стомма, Станислав
Стани́слав Сто́мма (пол. Stanisław Stomma, 18 января 1908 года, Кедайняй, Виленская губерния, Российская империя — 21 июля 2005 года, Варшава, Польша) — польский общественный деятель, юрист-специалист в области уголовного права, публицист, депутат Сейма в 1965—1976 годах (II—VI Созывы), сенатор I Созыва.
С 1928 по 1932 год изучал право в виленском Университете Стефана Батория. В 1937 году защитил научную степень доктора наук. В 1938—1939 годах обучался во Франции.
Перед Второй мировой войны работал газете «Głos Narodu», которую издавала краковская архиепархия. После войны работал на кафедре уголовного права Ягеллонского университета. В 1950 году был отстранён от работы по политическим мотивам.
В 1946 году основал ежемесячный журнал «Znak» и был его первым главным редактором до 1953 года. С 1946 года был членом редакционной коллегии еженедельной газеты «Tygodnik Powszechny». В 1956 году основал варшавский Клуб католической интеллигенции.
В 1956 году возвратился на работу в Ягеллонский университет. В 1965 году был выбран депутатом в польский Сейм от Фронта единства народа. В 1968 году вместе с другими четырьмя членами фракции «Znak» подал депутатский запрос премьер-министру Юзефу Циранкевичу в защиту арестованных студентов Варшавского университета.
Был одним из инициаторов польско-немецкого послевоенного сближения. В 1969 году стал первым поляком, которого официально принял Президент ФРГ. За свою деятельность в нормализации отношений между польским и немецким народами получил в 1988 году Большой Крест Ордена «За заслуги перед Федеративной Республикой Германия».
В 1976 году не голосовал за внесение изменений в Польскую Конституцию (главы 1, 2), которые предусматривали, что Польша является социалистическим государством и ПОРП есть руководящая сила польского общества.
В 1981—1984 годах был руководителем Общественного совета, организованным примасом Польши. С 1985—1989 года был одним из основателей и председателем Клуба политической мысли «Dziekania». Участвовал в работе Круглого Стола на стороне оппозиции. Позднее участвовал в работе Демократической унии и Унии свободы.
Скончался 21 июля 2005 года и был похоронен на Лесном кладбище около населённого пункта Ляски.

## Награды
- Кавалерский крест Ордена Возрождения Польши (1964);
- Командорский крест Ордена Возрождения Польши (1969);
- Большой крест Ордена «За заслуги перед Федеративной Республикой Германия» (1988);
- Орден Белого орла (1994);
- Медаль «За долголетнюю супружескую жизнь»